# Acrotomia trilva
Acrotomia trilva är en fjärilsart som beskrevs av William Schaus 1901. Acrotomia trilva ingår i släktet Acrotomia och familjen mätare. Inga underarter finns listade i Catalogue of Life.